# Breg, Žrelec
Breg (nemško Rain) je naselje v Občini Žrelec v Okraju Celovec-dežela na Koroškem v Avstriji.